# Constitution Hill (Aberystwyth)
Constitution Hill är en kulle i Aberystwyth i Storbritannien. Den ligger i kommunen Ceredigion och riksdelen Wales, i den södra delen av landet, 290 km väster om huvudstaden London. Toppen på Constitution Hill är 142 meter över havet.